# François Anus
Pour les articles homonymes, voir Anus (homonymie).
François Anus, de son nom complet François Léon Anus, né le 2 juillet 1897 à Besançon et mort le 6 mars 1958 à Bordeaux, est un architecte et illustrateur français.

## Biographie

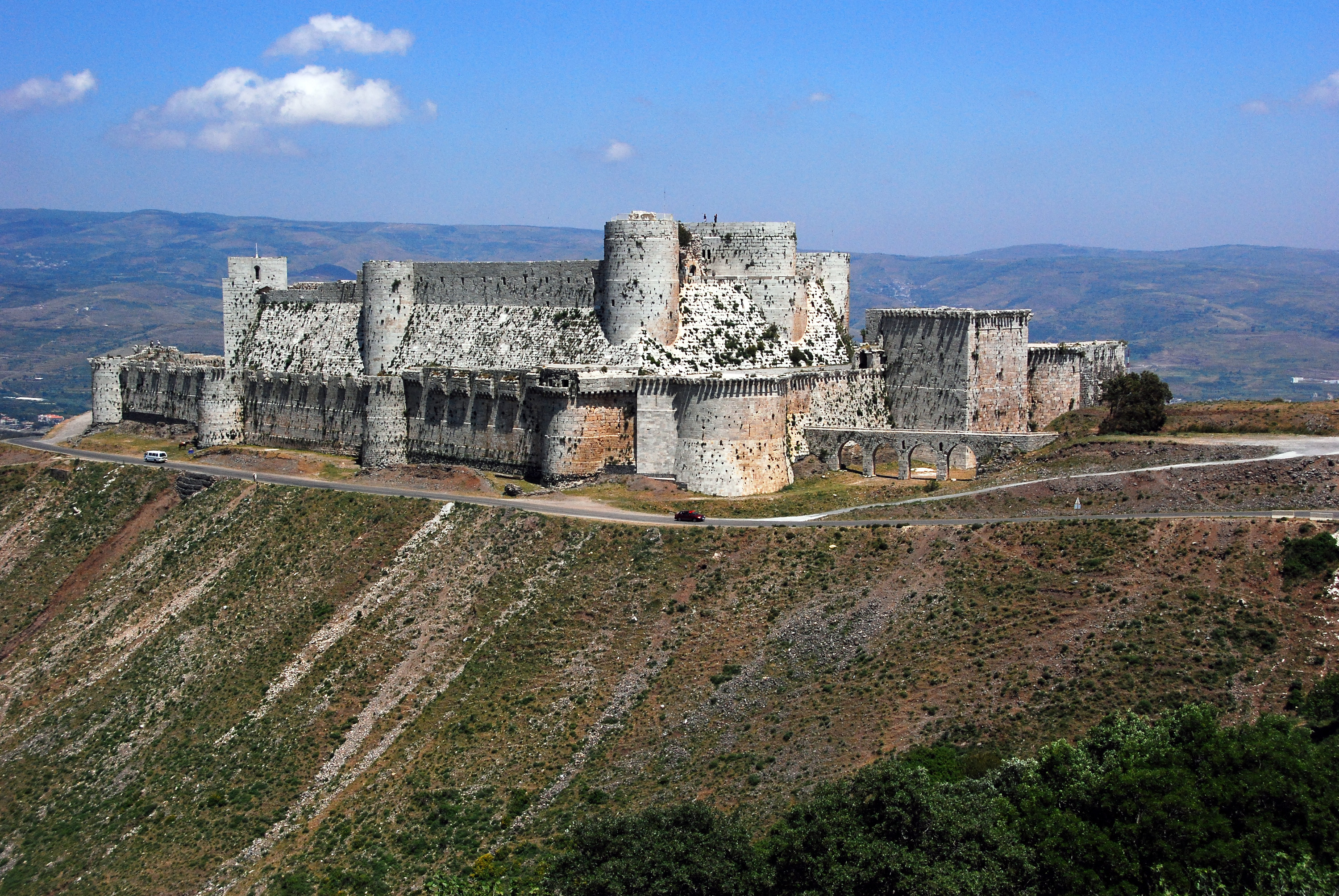
Vue du Krak des Chevaliers au XXIe siècle.

François Léon Anus naît en 1897 de Napoléon Étienne Henri Anus et Marie Jeanne Claude Élise Françoise Fouin. Il épouse Marguerite Marie Eugénie Philippe en 1929, avec qui il a cinq enfants. Il est étudiant de l'École nationale supérieure des beaux-arts de 1921 à 1930.
En décembre 1927, lui, l'historien Paul Deschamps et l'officier Frédéric Lamblin, qui agit en tant que photographe, séjournent au Krak des Chevaliers, en Syrie pour rédiger des plans du château qui figureront dans Les colonies franques de Syrie au douzième et treizième siècles (1883),. Les dessins du château sont finis en 1930. Il effectue par la suite d'autres voyages avec Deschamps et l'architecte Pierre Coupel en Terre Sainte.
Il meurt en 1958 à l'âge de 60 ans.

## Décorations
- Chevalier de l'ordre des Arts et des Lettres (1957)[8]

## Œuvres
- Paul Deschamps (préf. René Dussaud, ill. François Anus), Le Crac des Chevaliers : Étude historique et archéologique, Paris, Librairie orientaliste Paul Geuthner, 1934, 148 p. (lire en ligne).
- Paul Deschamps (préf. René Dussaud, ill. François Anus et Pierre Coupel), Les châteaux des Croisés en Terre-Sainte. II : La défense du royaume de Jérusalem, Paris, Librairie orientaliste Paul Genthner, 1939, 267 p. (lire en ligne).